# علم اجتماع القانون
علم الاجتماع القانوني هو ذلك الفرع من علم الاجتماع الذي يدرس القانون كنظام اجتماعي قائم وفعال ومؤثر في تنظيم المجتمع. ومعنى النظر إلى القانون كنظام اجتماعي التفكير بعمليات صنع القانون، وتنفيذه (أو إعمال نصوصه وتفعيلها على أرض الواقع الاجتماعي)، وتأمل الغايات التي تسعى إلى تحقيقها تلك النصوص القانونية. ويراعي في كل ذلك تتبع تأثير حقائق الواقع الاجتماعي السياسي الاقتصادي على عمليات صنع القانون وتنفيذه ورسم الغاية منه أصلا.